# Hapithus cantrix
Hapithus cantrix är en insektsart som beskrevs av Otte, D. och Perez-gelabert 2009. Hapithus cantrix ingår i släktet Hapithus och familjen syrsor. Inga underarter finns listade i Catalogue of Life.